# Ihor Kolomojskyj
Ihor Valerijovytj Kolomojskyj  (ukrainska: Ігор Валерійович Коломойський; ryska: Игорь Валерьевич Коломойский; hebreiska: איגור קולומויסקי), född 13 februari 1963 i Dnepropetrovsk, Ukrainska SSR,  Sovjetunionen, är en ukrainsk/cypriotisk/israelisk oligark och en av Ukrainas rikaste personer. Han äger bland annat Manswell Enterprise, Privatbank och mediegruppen 1+1 Media. Han är också en av  finansiärerna för Azovbataljonen. Efter det ukrainska maktskiftet som i februari 2014 följde efter Euromajdan-oroligheterna i Kiev, blev han av den tillförordnade presidenten Oleksandr Turtjynov den 2 mars 2014 utnämnd till guvernör i Dnipropetrovsk oblast. Hans viceguvernör var Hennadij Korban. Han avsattes den 25 mars 2015 av Ukrainas president Petro Porosjenko i samband med en konflikt mellan Kolomojskyj och regeringen i Kiev.